# 次磷酸铁
次磷酸铁是一种无机化合物，化学式为Fe(PH2O2)3，是浅灰色难溶于水的晶体。其晶体属于三方晶系，空间群R3。

## 制备
次磷酸铁可由次磷酸和铁粉按化学计量比在空气中于室温反应得到。